# Refugio
Refugio è una città degli Stati Uniti d'America, situata nello Stato del Texas, nella Contea di Refugio, della quale è anche il capoluogo.